# Vigfus Viga-Glumsson
Vigfus Viga-Glumsson (Vígfúss Víga-Glúmsson), född omkring 955, var en isländsk furstelovskald hos de norska ladejarlarna Håkon Sigurdsson och Erik Håkonsson. Han deltog med stor tapperhet i slaget vid Hjörungavåg omkring år 986 och tycks också ha varit med i Svolderslaget år 1000.

## Släkt och familj
Vigfus omtalas i flera islänningasagor, men utförligast i Víga-Glúms saga (Glúma). Han växte upp i Tvärå i Eyjafjordsdalen på norra Island. Hans far var Viga-Glum Eyjolfsson, den mäktigaste hövdingen på nordlandet. Modern hette Halldora. På fädernet härstammade han från landnamsmannen Helge den magre och var sålunda, enligt Flatöboken släkt med kung Olav Tryggvason, som han dock bekämpade i slaget vid Svolder.

## Levnad
Vigfus blev på 970-talet en stor farmaðr (köpman som bedrev handel mellan olika länder), och sägs tidigt ha blivit Håkon jarls och Eriks "hirdman och käraste vän".

### Fredlös
Det berättas att Vigfus hade fått fostran av en man vid namn Hallvard, som tidigare varit träl hos Viga-Glum men nu blivit frigiven. Denne Hallvard var dock "rävaktig i penningsaker" och "långfingrad var gång fåren skulle skiljas i fållorna". Då Vigfus var i Norge blev Hallvard anklagad för stöld, och senare ihjälslagen av en man vid namn Bård (Bárðr) som var bror till Bruse skald. Viga-Glum, som insåg att Hallvard var skyldig, ingick förlikning med dråpsmannen, men då Vigfus återkom till Island slog han ihjäl Bård. Därmed bröt han den ingångna förlikningen, vilket var föga hedersamt och retade upp Viga-Glum. År 977 dömdes Vigfus fredlös för dråpet, och då han inte gjorde något försök att lämna landet blev han så kallad "skogegångsman" och tvingades leva gömd i sex år. Större delen av tiden uppehöll han sig dock på sin faders gård. I striden på Risategen (Hrísateigr) år 983 deltog han under namnet Tundarbände (Þundarbenda), som egentligen var namnet på Viga-Glums träl, och vid den följande fredsuppgörelsen blev hans fredlöshet upphävd. Underligt nog var det först nu, sedan han åter kunde röra sig fritt på hemön, som han återvände till Norge, där han slöt sig till jarlarna Håkon och Erik. 

### Slaget vid Hjörungavåg
Vigfus deltog i jomsvikingaslaget år 986, där han tillskrivs den bragden att ha dräpt den fruktade bärsärken Åslak (Áslákr) från Bornholm, som var Bue digres fosterson. Heimskringla skriver om detta: «Vigfus var en mycket stark man; han tog upp en spetsig ambolt, som låg på däcket och som någon förut hade använt för att nita fast parerplåten på sitt svärd, och slungade den så häftigt i huvudet på Åslak holmskalle att spetsen trängde in i hjärnan. Vapen hade icke förut bitit på Åslak, som hade huggit omkring sig åt båda sidor.» Enligt Jomsvikingasagan var det denna bragd — jämte Torleif skumas knölpåk — som räddade Erik jarls skepp från att bli erövrat. Heimskringla förlägger dock Åslaks hädanfärd till ett senare skede av slaget.

### I Sverige
Under de följande åren tycks Vigfus ha uppehållit sig hos Håkon jarl. I Ögmundar þáttr berättas att han år 993 bistod sin frände Ögmund dytt hos jarlen. Ögmund hade vid tillfället farit fram som en buse i den norska skärgården och därvid råkat påsegla och sänka ett norskt skepp.
Efter Håkon jarls fall och Olav Tryggvasons maktövertagande är det troligt att Vigfus följde Erik jarl i dennes femåriga landsflykt till Sverige; ett antagande som bygger på det faktum att han i den långa sagan om Olav Tryggvason (Óláfs saga Tryggvasonar en mesta) uppges ha varit stambo på Erik jarls skepp i slaget vid Svolder. 

### Senare år
Någon gång efter år 1000 återvände Vigfus till Island och gifte sig. Han fick en son vid namn Berg från vilken den kände 1300-talshövdingen Hauk Erlendsson — sammanställaren av Hauksbók — sägs ha härstammat.
Vigfus var enligt Glúma "övermodig, orättrådig, ramstark och djärv". Han var också mycket stridbar och löste alla problem med våld — åtminstone så länge fredliga lösningar kunde undvikas. Detta var dock inte alltid möjligt. Enligt Ljósvetninga saga tvingades han exempelvis avstå från en holmgång och gå med på förlikning, därför att motparten hade genomskådat hans planer. Detta skedde i samband med tvisten mellan Gudmund den mäktige och Tore (Þórir) Helgason omkring år 1005. Efter detta är Vigfus inte omnämnd någonstans, och hans dödsår är okänt.

## Verk
Vigfus är i Skáldatal omtalad som Håkon jarls skald, och troligen har han också diktat om Erik jarl även om detta inte är nämnt. Ingenting av dessa skaldestycken har dock bevarats. Endast två lausavísur har överlevt, båda i Fagrskinna. De tycks ha tillkommit i samband med slaget vid Hjörungavåg.